# Внутренняя запирательная мышца
Внутренняя запирательная мышца (лат. Musculus obturatorius internus) — мышца внутренней группы мышц таза.
Представляет собой уплощённую мышцу, пучки которой направлены несколько веерообразно. Широкой своей частью мышца берёт начало от внутренней поверхности тазовой кости в окружности запирательной мембраны и от её внутренней поверхности. Небольшая щель между пучками мышцы и запирательной бороздой лобковой кости превращается в запирательный канал (лат. canalis obturatorius), через который проходят сосуды и нерв. Затем мышечные пучки, конвергируя, направляются кнаружи и, перегнувшись почти под прямым углом через малую седалищную вырезку, покидает полость таза через малое седалищное отверстие, прикрепляясь коротким мощным сухожилием в области вертельной ямки.
Топографически внутреннюю запирательную мышцу делят на две части: бо́льшую, до выхода из полости таза, внутритазовую, и меньшую сухожильную, лежащую под большой ягодичной мышцей, внетазовую.

## Функция
Вращает бедро снаружи.